# Saint-Sernin-sur-Rance
Pour les articles homonymes, voir Saint-Sernin.
Saint-Sernin-sur-Rance en occitan Sent Sarnin (de Rance), est une commune française, située dans le département de l'Aveyron, en région Occitanie.
Le patrimoine architectural de la commune comprend quatre  immeubles protégés au titre des monuments historiques : l'hôtel de ville, classé en 1897, la collégiale Saint-Sernin, classée en 1930, une maison, inscrite en 1934, et la maison Malaval, inscrite en 2003. 

### Localisation

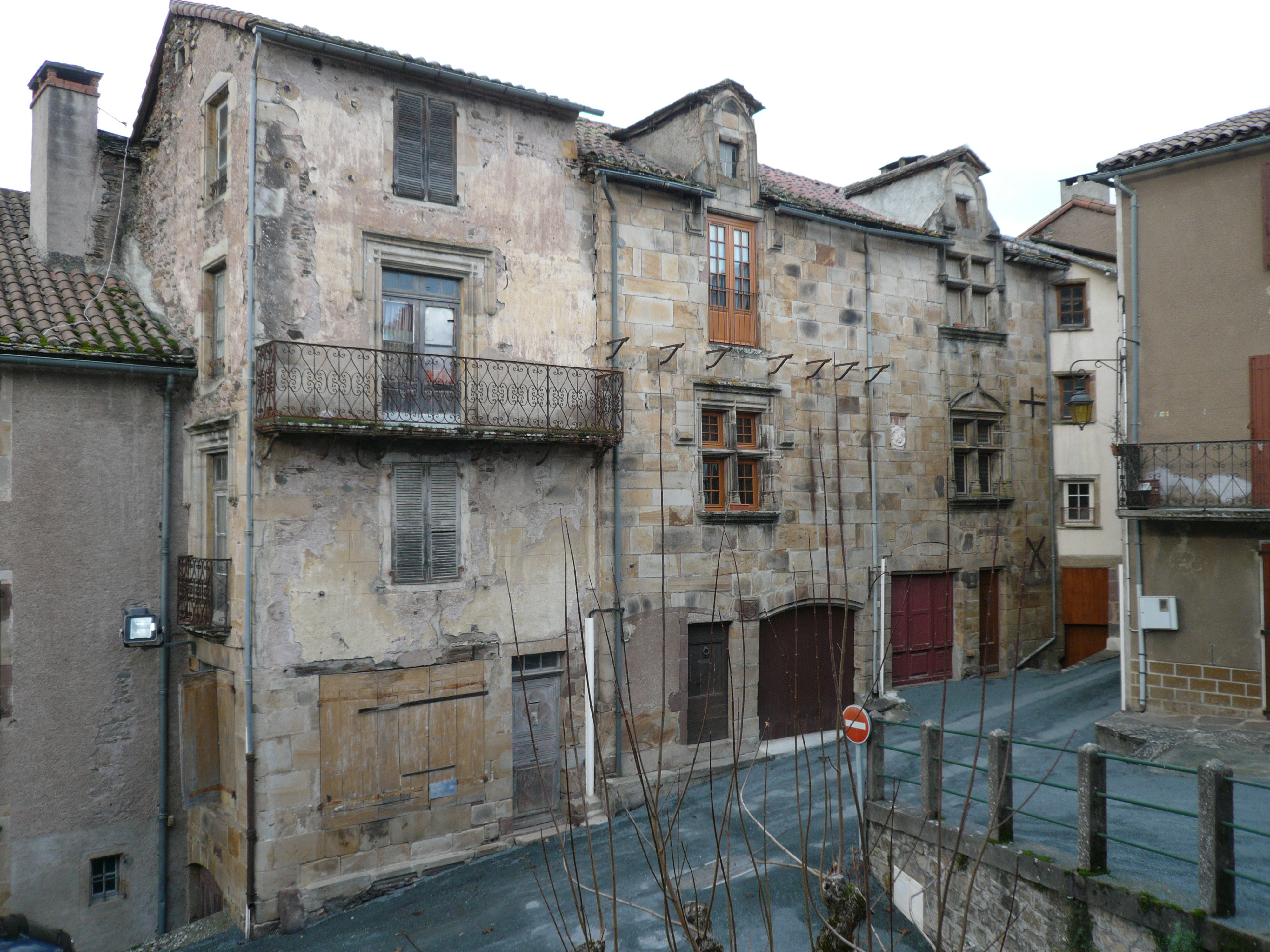
Bâti ancien, place de l'église.

## Géographie

### Communes limitrophes
Les communes limitrophes sont Balaguier-sur-Rance, Combret, Coupiac, Laval-Roquecezière, Martrin, Pousthomy et La Serre.

### Hydrographie

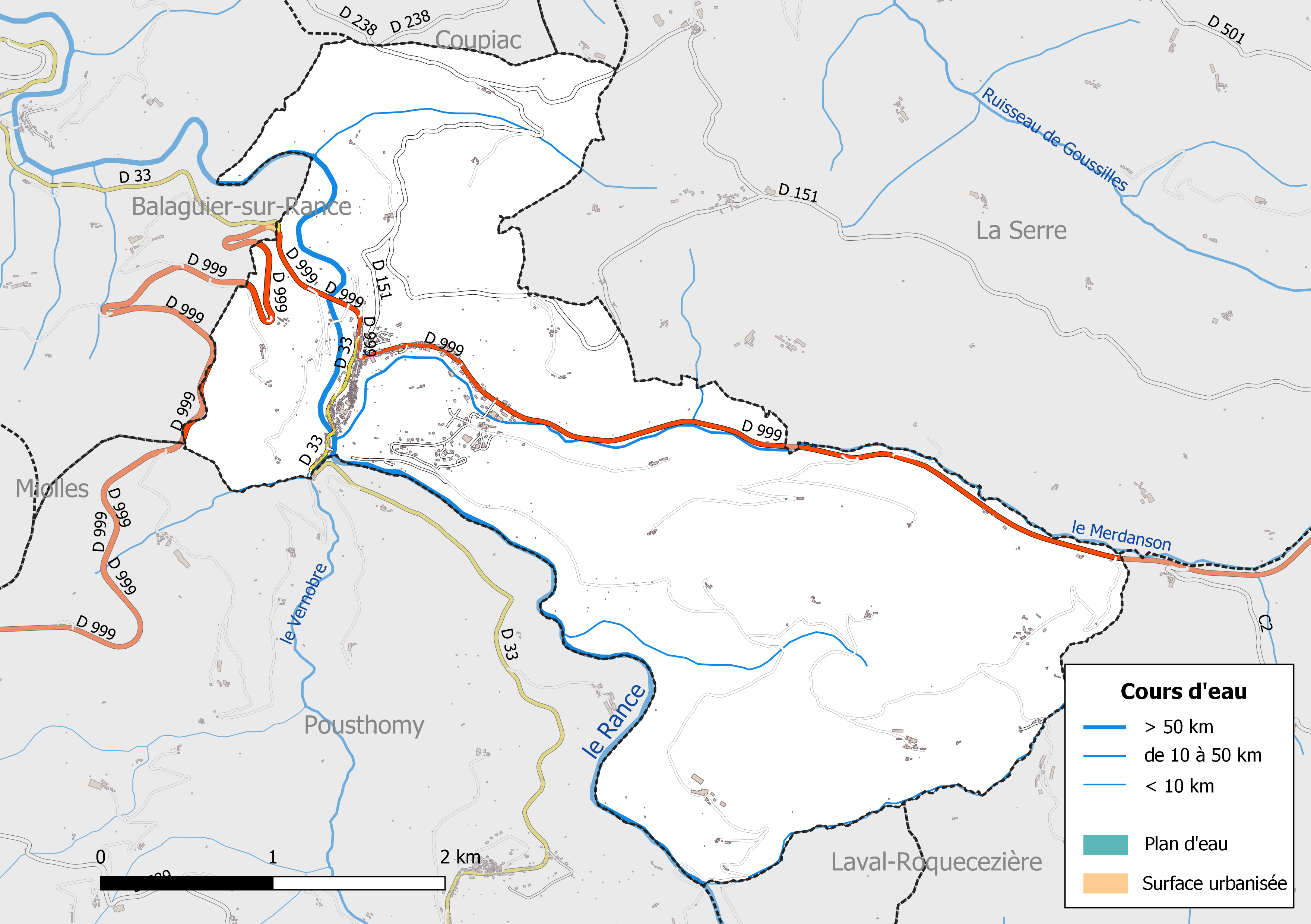
Réseaux hydrographique et routier de Saint-Sernin-sur-Rance.

La commune est drainée par le Rance, le Merdanson, le Vernobre et par divers petits cours d'eau.
Le Rance, d'une longueur totale de 63,5 km, prend sa source dans la commune de Murasson et se jette  dans le Tarn à La Bastide-Solages, après avoir arrosé 12 communes.
Le Merdanson, d'une longueur totale de 17,7 km, prend sa source dans la commune de Prades-d'Aubrac et se jette  dans le Lot à Sainte-Eulalie-d'Olt, après avoir arrosé 3 communes.

### Climat
Pour des articles plus généraux, voir Climat de l'Occitanie et Climat de l'Aveyron.
En 2010, le climat de la commune est de type climat méditerranéen altéré, selon une étude s'appuyant sur une série de données couvrant la période 1971-2000. En 2020, Météo-France publie une typologie des climats de la France métropolitaine dans laquelle la commune est dans une zone de transition entre le climat océanique altéré et le climat de montagne et est dans la région climatique Sud-est du Massif Central, caractérisée par une pluviométrie annuelle de 1 000 à 1 500 mm, minimale en été, maximale en automne.
Pour la période 1971-2000, la température annuelle moyenne est de 12,3 °C, avec une amplitude thermique annuelle de 15,5 °C. Le cumul annuel moyen de précipitations est de 959 mm, avec 10,9 jours de précipitations en janvier et 5,6 jours en juillet. Pour la période 1991-2020, la température moyenne annuelle observée sur la station météorologique la plus proche, située sur la commune de La Bastide-Solages à 9 km à vol d'oiseau, est de 13,5 °C et le cumul annuel moyen de précipitations est de 950,8 mm,. Pour l'avenir, les paramètres climatiques de la commune estimés pour 2050 selon différents scénarios d'émission de gaz à effet de serre sont consultables sur un site dédié publié par Météo-France en novembre 2022.

### Milieux naturels et biodiversité

#### Espaces protégés
La protection réglementaire est le mode d’intervention le plus fort pour préserver des espaces naturels remarquables et leur biodiversité associée.
Dans ce cadre, la commune fait partie d'un espace protégé, le Parc naturel régional des Grands Causses, créé en 1995 et d'une superficie de 327 937 ha, s'étend sur 97 communes. Ce territoire rural habité, reconnu au niveau national pour sa forte valeur patrimoniale et paysagère, s’organise autour d’un projet concerté de développement durable, fondé sur la protection et la valorisation de son patrimoine,,.

#### Zones naturelles d'intérêt écologique, faunistique et floristique
L’inventaire des zones naturelles d'intérêt écologique, faunistique et floristique (ZNIEFF) a pour objectif de réaliser une couverture des zones les plus intéressantes sur le plan écologique, essentiellement dans la perspective d’améliorer la connaissance du patrimoine naturel national et de fournir aux différents décideurs un outil d’aide à la prise en compte de l’environnement dans l’aménagement du territoire.
Le territoire communal de Saint-Sernin-sur-Rance comprend une ZNIEFF de type 1,, 
la « Rivière du Rance » (419 ha), couvrant 6 communes dont 5 dans l'Aveyron et 1 dans le Tarn
, et deux ZNIEFF de type 2, : 
- le « Rougier de Camarès » (56 714 ha), qui s'étend sur 33 communes dont 32 dans l'Aveyron et 1 dans l'Hérault[16] ;
- la « Vallée du Rance » (2 781 ha), qui s'étend sur 12 communes dont 11 dans l'Aveyron et 1 dans le Tarn[17].

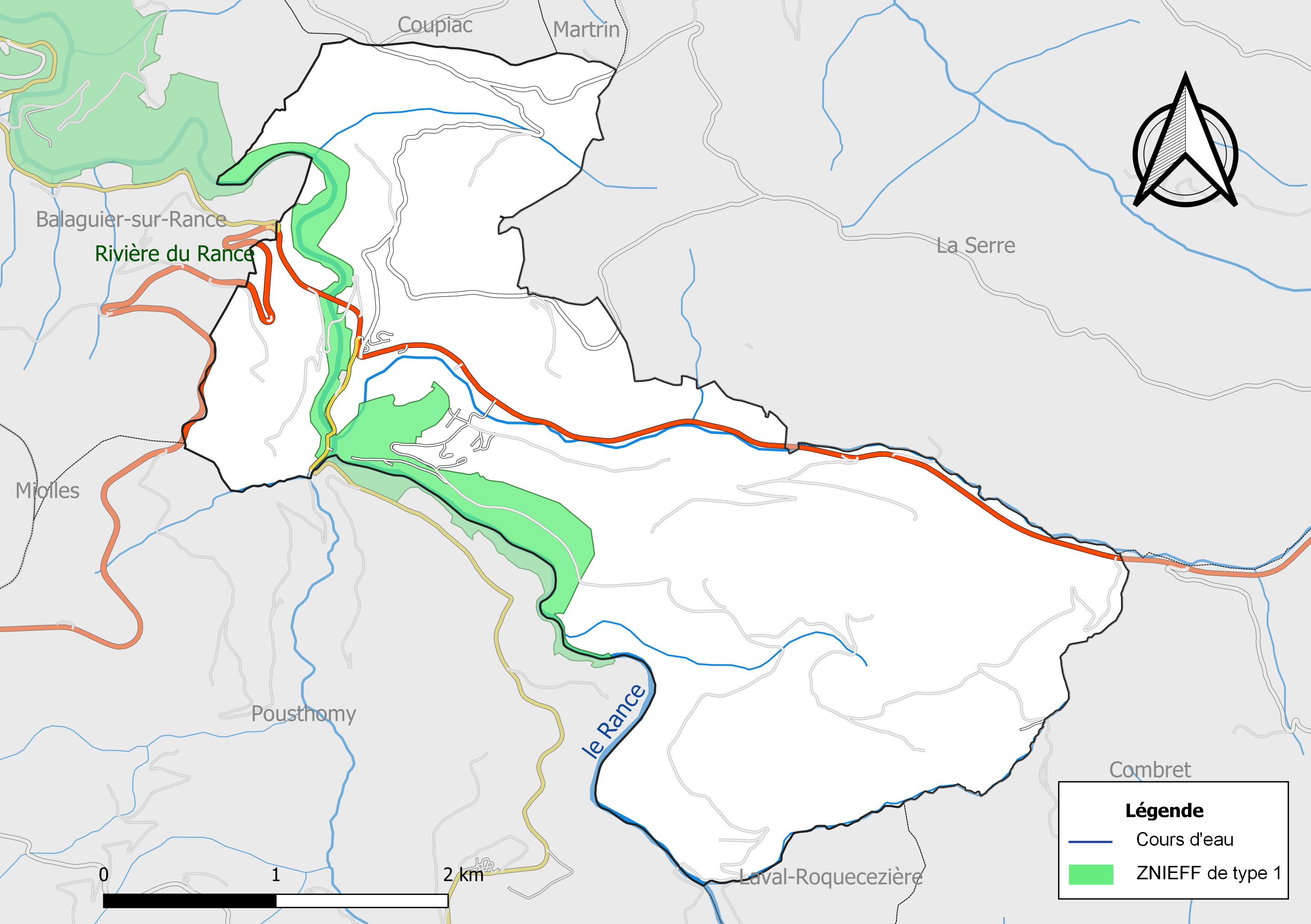
Carte de la ZNIEFF de type 1 de la commune.
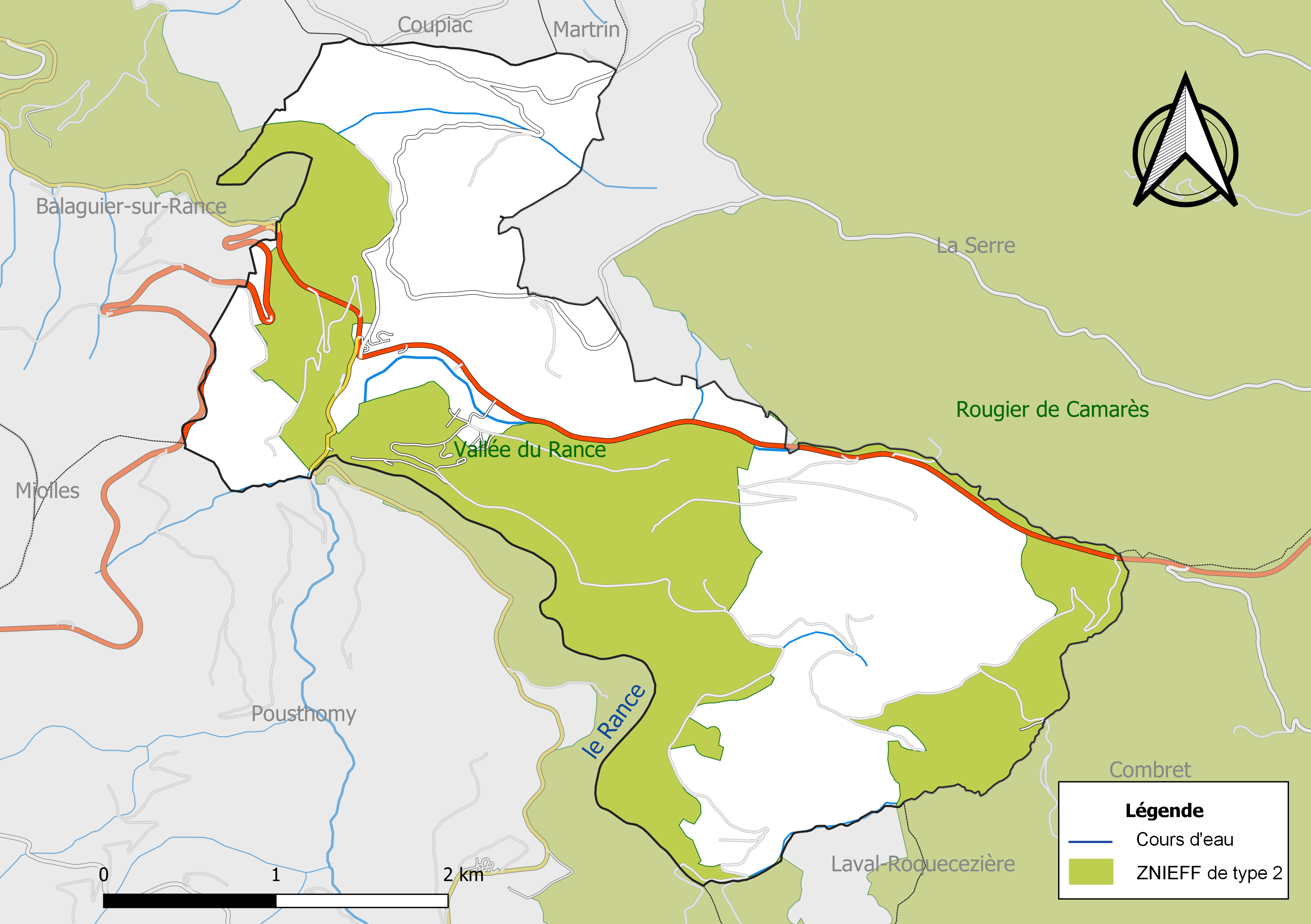
Carte des ZNIEFF de type 2 de la commune.

## Urbanisme

### Typologie
Au 1er janvier 2024, Saint-Sernin-sur-Rance est catégorisée commune rurale à habitat dispersé, selon la nouvelle grille communale de densité à 7 niveaux définie par l'Insee en 2022.
Elle est située hors unité urbaine et hors attraction des villes,.

### Occupation des sols

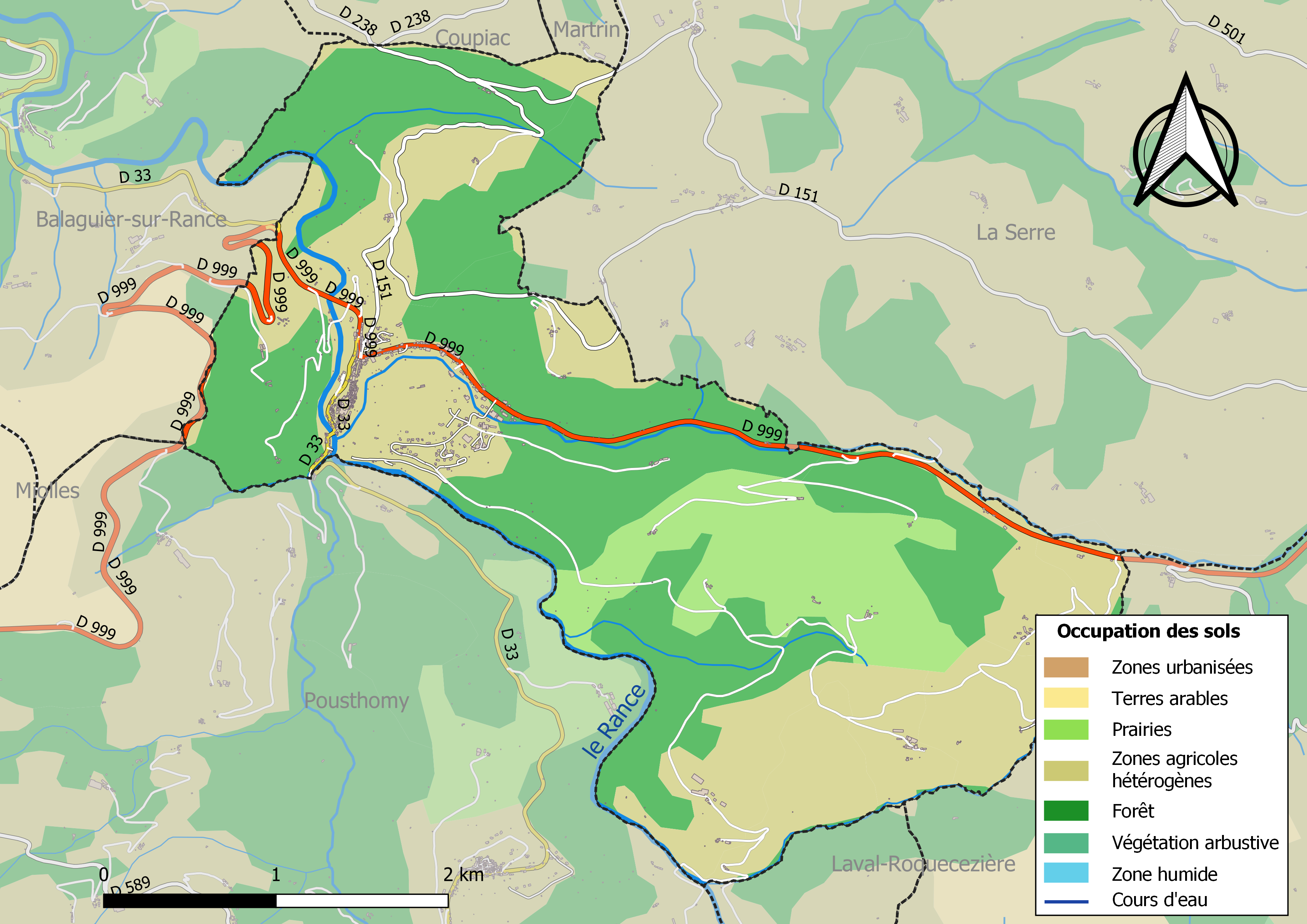
Infrastructures et occupation des sols de la commune de Saint-Sernin-sur-Rance.

L'occupation des sols de la commune, telle qu'elle ressort de la base de données européenne d’occupation biophysique des sols Corine Land Cover (CLC), est marquée par l'importance des territoires agricoles (52,7 % en 2018), une proportion identique à celle de 1990 (52,7 %). La répartition détaillée en 2018 est la suivante : 
forêts (47,3 %), zones agricoles hétérogènes (39,4 %), prairies (13,3 %).

### Habitat et logement
En 2018, le nombre total de logements dans la commune était de 473, alors qu'il était de 455 en 2013 et de 406 en 2008.
Parmi ces logements, 64,3 % étaient des résidences principales, 23,3 % des résidences secondaires et 12,5 % des logements vacants. Ces logements étaient pour 61,7 % d'entre eux des maisons individuelles et pour 37,8 % des appartements.
Le tableau ci-dessous présente la typologie des logements à Saint-Sernin-sur-Rance en 2018 en comparaison avec celle de l'Aveyron et de la France entière. Une caractéristique marquante du parc de logements est ainsi une proportion de résidences secondaires et logements occasionnels (23,3 %) supérieure à celle du département (17,4 %) et à celle de la France entière (9,7 %). Concernant le statut d'occupation de ces logements, 50 % des habitants de la commune sont propriétaires de leur logement (52,4 % en 2013), contre 69,3 % pour l'Aveyron et 57,5 % pour la France entière.
| Typologie                                               | Saint-Sernin-sur-Rance | Aveyron | France entière |
| ------------------------------------------------------- | ---------------------- | ------- | -------------- |
| Résidences principales (en %)                           | 64,3                   | 71,8    | 82,1           |
| Résidences secondaires et logements occasionnels (en %) | 23,3                   | 17,4    | 9,7            |
| Logements vacants (en %)                                | 12,5                   | 10,8    | 8,2            |

### Planification de l'aménagement
La loi SRU du 13 décembre 2000 a incité fortement les communes à se regrouper au sein d’un établissement public, pour déterminer les partis d’aménagement de l’espace au sein d’un SCoT, un document essentiel d’orientation stratégique des politiques publiques à une grande échelle. La commune est dans le territoire du SCoT du Parc naturel régional des Grands Causses, approuvé le vendredi 7 juillet 2017 par le comité syndical et mis à l’enquête publique en décembre 2019. La structure porteuse est le Pôle d'équilibre territorial et rural du PNR des Grands Causses, qui associe huit communautés de communes, notamment la communauté de communes Monts, Rance et Rougier, dont la commune est membre.
La commune disposait en 2017 d'une carte communale approuvée et un plan local d'urbanisme était en élaboration.

### Risques naturels et technologiques
Le territoire de la commune de Saint-Sernin-sur-Rance est vulnérable à différents aléas naturels : inondations, climatiques (hiver exceptionnel ou canicule), feux de forêts et séisme (sismicité très faible).
Il est également exposé à un risque technologique, le transport de matières dangereuses, et à deux risques particuliers, les risques radon et minier,.

#### Risques naturels

Zones inondables de la commune de Saint-Sernin-sur-Rance.

Certaines parties du territoire communal sont susceptibles d’être affectées par le risque d’inondation par débordement du Rance. Les dernières grandes crues historiques, ayant touché plusieurs parties du département, remontent aux 3 et 4 décembre 2003 (dans les bassins du Lot, de l'Aveyron, du Viaur et du Tarn) et au 28 novembre 2014 (bassins de la Sorgues et du Dourdou). Ce risque est pris en compte dans l'aménagement du territoire de la commune par le biais du Plan de prévention du risque inondation (PPRI) du bassin du « Rance », approuvé le 9 octobre 2015.
Le Plan départemental de protection des forêts contre les incendies découpe le département de l’Aveyron en sept « bassins de risque » et définit une sensibilité des communes à l’aléa feux de forêt (de faible à très forte). La commune est classée en sensibilité moyenne.

#### Risques technologiques
Le risque de transport de matières dangereuses sur la commune est lié à sa traversée par une route à fort trafic. Un accident se produisant sur une telle infrastructure est en effet susceptible d’avoir des effets graves au bâti ou aux personnes jusqu’à 350 m, selon la nature du matériau transporté. Des dispositions d’urbanisme peuvent être préconisées en conséquence.

#### Risques particuliers
La commune est concernée par le risque minier, principalement lié à l’évolution des cavités souterraines laissées à l’abandon et sans entretien après l’exploitation des mines.
Dans plusieurs parties du territoire national, le radon, accumulé dans certains logements ou autres locaux, peut constituer une source significative d’exposition de la population aux rayonnements ionisants. Toutes les communes du département sont concernées par le risque radon à un niveau plus ou moins élevé. Selon le dossier départemental des risques majeurs du département établi en 2013, la commune de Saint-Sernin-sur-Rance est classée à risque moyen à élevé. Un décret du 4 juin 2018 a modifié la terminologie du zonage définie dans le code de la santé publique et a été complété par un arrêté du 27 juin 2018 portant délimitation des zones à potentiel radon du territoire français. La commune est désormais en zone 3, à savoir zone à potentiel radon significatif.

## Toponymie
Durant la Révolution, la commune porte le nom de Roc-Montagne.
En 1891, la commune change de nom, et de Saint-Sernin, devient Saint-Sernin-sur-Rance.

## Politique et administration

### Rattachements administratifs et électoraux

#### Rattachements administratifs
La commune se trouve depuis 1926 dans l'arrondissement de Millau du département de l'Aveyron.
Elle était depuis 1793 le chef-lieu du canton de Saint-Sernin-sur-Rance. Dans le cadre du redécoupage cantonal de 2014 en France, cette circonscription administrative territoriale a disparu, et le canton n'est plus qu'une circonscription électorale.

#### Rattachements électoraux
Pour les élections départementales, la commune fait partie depuis 2014 du canton des Causses-Rougiers
Pour l'élection des députés, elle fait partie de la troisième circonscription de l'Aveyron.

### Intercommunalité
Saint-Sernin-sur-Rance était le siège de la petite communauté de communes du Pays Saint-Serninois, un établissement public de coopération intercommunale (EPCI) à fiscalité propre créé en 2001 et auquel la commune avait transféré un certain nombre de ses compétences, dans les conditions déterminées par le code général des collectivités territoriales.
Dans le cadre des dispositions de la loi portant nouvelle organisation territoriale de la République du 7 août 2015, qui prévoit que les établissements publics de coopération intercommunale (EPCI) à fiscalité propre doivent avoir un minimum de 15 000 habitants, cette intercommunalité a fusionné avec ses voisines pour former, le 1er janvier 2017, la communauté de communes Monts, Rance et Rougier, dont est désormais membre la commune.

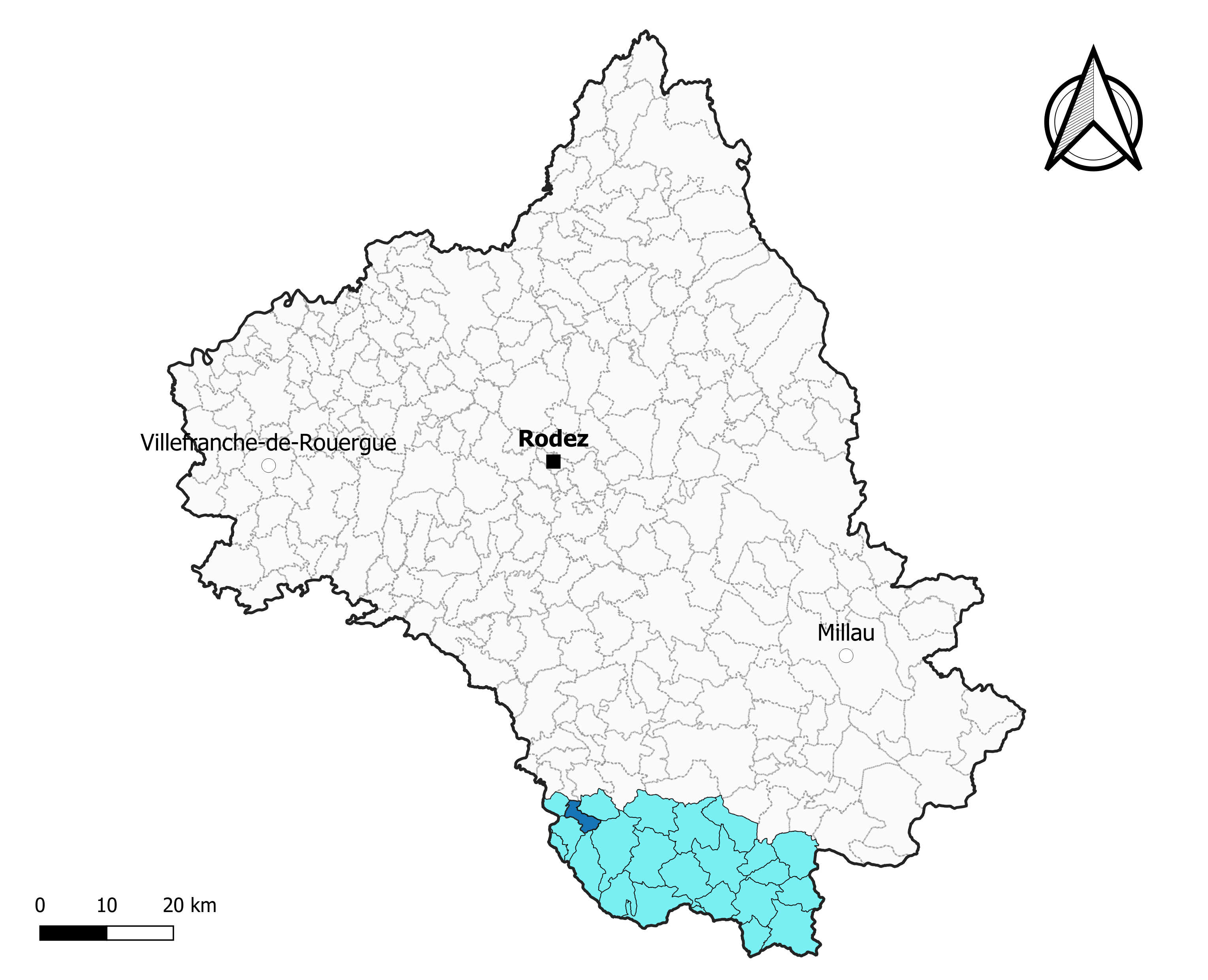
Saint-Sernin-sur-Rance dans l'intercommunalité en 2020.
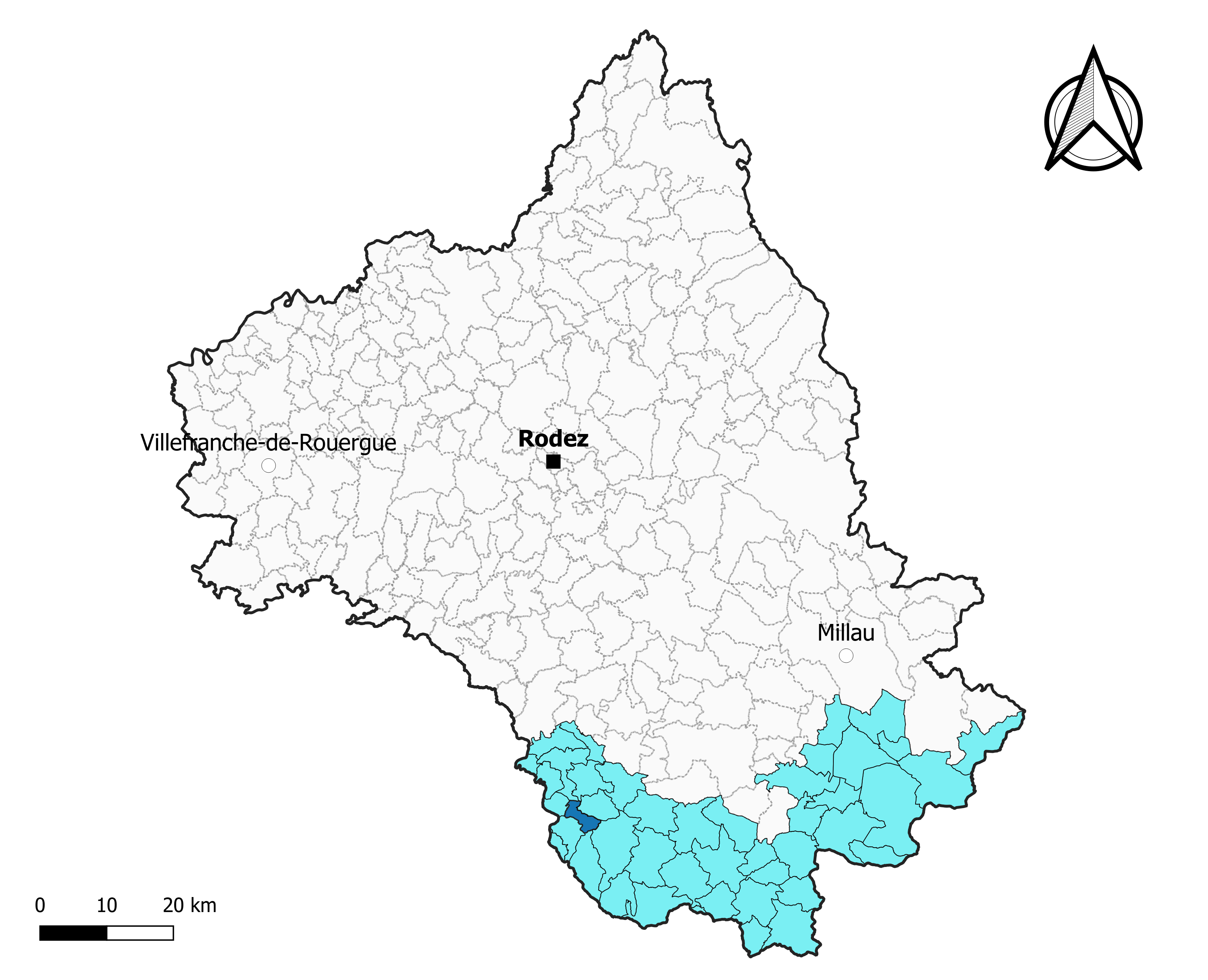
Saint-Sernin-sur-Rance dans le canton des Causses-Rougiers en 2020.
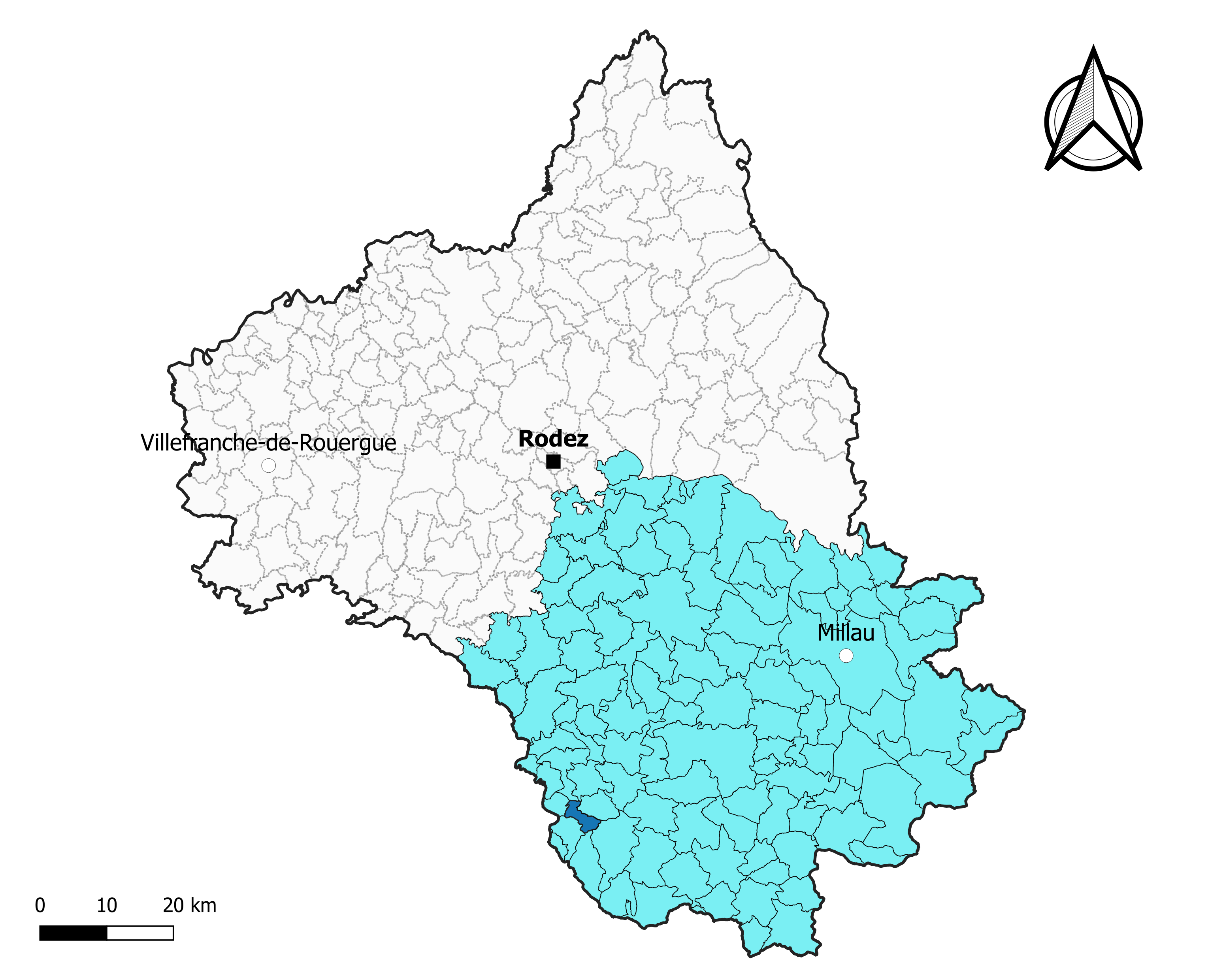
Saint-Sernin-sur-Rance dans l'arrondissement de Millau en 2020.

### Élections municipales et communautaires

#### Élections de 2020
Le conseil municipal de Saint-Sernin-sur-Rance, commune de moins de 1 000 habitants, est élu au scrutin majoritaire plurinominal à deux tours avec candidatures isolées ou groupées et possibilité de panachage. Compte tenu de la population communale, le nombre de sièges à pourvoir lors des élections municipales de 2020 est de 15. Sur les seize candidats en lice, quinze sont élus dès le premier tour, le 15 mars 2020, correspondant à la totalité des sièges à pourvoir, avec un taux de participation de 48,05 %.
Richard Sleizak est élu nouveau maire de la commune le 26 mai 2020.
Dans les communes de moins de 1 000 habitants, les conseillers communautaires sont désignés parmi les conseillers municipaux élus en suivant l’ordre du tableau (maire, adjoints puis conseillers municipaux) et dans la limite du nombre de sièges attribués à la commune au sein du conseil communautaire. Trois sièges sont attribués à la commune au sein de la communauté de communes Monts, Rance et Rougier.

### Liste des maires
| Période                                  | Période                        | Identité                            | Étiquette    | Qualité |
| ---------------------------------------- | ------------------------------ | ----------------------------------- | ------------ | --- |
| Les données manquantes sont à compléter. |                                |                                     |              | |
|                                          |                                | Charles Joseph Rouanet père         |              | Médecin Conseiller d’arrondissement de Saint-Sernin-sur-Rance (1833 → 1848) |
|                                          |                                |                                     |              | |
| 1848                                     | 1870                           | Auguste Antoine Augé (1810-1898)    | Droite       | Médecin Conseiller d’arrondissement de Saint-Sernin-sur-Rance (1848 → ? ) Conseiller général de Saint-Sernin-sur-Rance (1871 → 1883) |
| 1870                                     | 1871                           | Auguste Antoine Verlac (1826-1898)  |              | Pharmacien |
| 1871                                     | 1892                           | Joseph Alithe Mathieu               | Républicain  | Conseiller d’arrondissement de Saint-Sernin-sur-Rance (1889 → ? ) |
| 1892                                     | 1903                           | Jacques Louis Doumenge              | Rad.         | Conseiller général de Saint-Sernin-sur-Rance (1895 → 1901) |
|                                          |                                |                                     |              | |
| 1919                                     | 1944                           | Georges Cochy de Moncan (1877-1945) | Conservateur | Médecin-Major de 2e classe de l'armée Territoriale à la 16e région Conseiller général de Saint-Sernin-sur-Rance (1913 → 1940) Nommé par le Gouvernement de Vichy membre de la Commission administrative de l'Aveyron (1941 → 1943) Nommé par le Gouvernement de Vichy conseiller départemental en 1943 |
| 1945                                     | 1959                           | Ludovic Bonnevialle (1898-1965)     |              | Instituteur (1908 → ) puis directeur de l'hôpital de Rodez (1928 → ) Conseiller général de Saint-Sernin-sur-Rance (1945 → 1949) Chevalier de la Légion d'honneur} Croix du combattant volontaire de la Résistance                                                                                      |
|                                          |                                |                                     |              | |
| mars 1971                                | mars 1977                      | Jean Costes                         |              | |
| mars 1977                                | mars 1989                      | Paul Caylet                         |              | |
| mars 1989                                | mars 2008                      | Jean-Pierre Costes                  | UMP          | |
| mars 2008                                | mai 2020                       | Annie Bel                           | UDI          | Retraitée de l'enseignement Conseillère générale de Saint-Sernin-sur-Rance (2011 → 2015) Conseillère départementale des Causses-Rougiers (2015 → 2021) |
| mai 2020                                 | juillet 2022                   | Richard Sleizak                     |              | Ancien employé Démissionnaire |
| août 2022                                | En cours (au 16 décembre 2022) | Patrick Roques                      |              | Artisan |

## Population et société

### Démographie
L'évolution du nombre d'habitants est connue à travers les recensements de la population effectués dans la commune depuis 1793. Pour les communes de moins de 10 000 habitants, une enquête de recensement portant sur toute la population est réalisée tous les cinq ans, les populations de référence des années intermédiaires étant quant à elles estimées par interpolation ou extrapolation. Pour la commune, le premier recensement exhaustif entrant dans le cadre du nouveau dispositif a été réalisé en 2008.

En 2022, la commune comptait 586 habitants, en évolution de −6,69 % par rapport à 2016 (Aveyron : +0,37 %, France hors Mayotte : +2,11 %).
| 1793  | 1800  | 1806  | 1821  | 1831  | 1836  | 1841  | 1846  | 1851  |
| ----- | ----- | ----- | ----- | ----- | ----- | ----- | ----- | ----- |
| 1 500 | 1 014 | 3 440 | 2 441 | 2 574 | 2 476 | 2 399 | 1 965 | 1 998 |

| 1856  | 1861  | 1866  | 1872  | 1876  | 1881  | 1886  | 1891  | 1896  |
| ----- | ----- | ----- | ----- | ----- | ----- | ----- | ----- | ----- |
| 1 940 | 1 827 | 1 587 | 1 676 | 1 714 | 1 209 | 1 254 | 1 216 | 1 110 |

| 1901  | 1906  | 1911  | 1921 | 1926 | 1931 | 1936 | 1946 | 1954 |
| ----- | ----- | ----- | ---- | ---- | ---- | ---- | ---- | ---- |
| 1 088 | 1 145 | 1 097 | 934  | 964  | 870  | 894  | 826  | 665  |

| 1962 | 1968 | 1975 | 1982 | 1990 | 1999 | 2006 | 2008 | 2013 |
| ---- | ---- | ---- | ---- | ---- | ---- | ---- | ---- | ---- |
| 694  | 693  | 632  | 604  | 563  | 530  | 652  | 674  | 637  |

| 2018 | 2022 | - | - | - | - | - | - | - |
| ---- | ---- | - | - | - | - | - | - | - |
| 616  | 586  | - | - | - | - | - | - | - |

## Économie

### Revenus
En 2018  (données Insee publiées en septembre 2021), la commune compte 213 ménages fiscaux, regroupant 413 personnes. La médiane du revenu disponible par unité de consommation est de 19 250 € (20 640 € dans le département).

### Emploi
| Division       | 2008  | 2013  | 2018  |
| -------------- | ----- | ----- | ----- |
| Commune        | 5 %   | 4,3 % | 7,9 % |
| Département    | 5,4 % | 7,1 % | 7,1 % |
| France entière | 8,3 % | 10 %  | 10 %  |

En 2018, la population âgée de 15 à 64 ans s'élève à 382 personnes, parmi lesquelles on compte 55,5 % d'actifs (47,6 % ayant un emploi et 7,9 % de chômeurs) et 44,5 % d'inactifs,. En  2018, le taux de chômage communal (au sens du recensement) des 15-64 ans est supérieur à celui du département, mais inférieur à celui de la France, alors qu'il était inférieur à celui du département et de la France en 2008.
La commune est hors attraction des villes,. Elle compte 282 emplois en 2018, contre 305 en 2013 et 310 en 2008. Le nombre d'actifs ayant un emploi résidant dans la commune est de 183, soit un indicateur de concentration d'emploi de 154 % et un taux d'activité parmi les 15 ans ou plus de 37,9 %.
Sur ces 183 actifs de 15 ans ou plus ayant un emploi, 109 travaillent dans la commune, soit 60 % des habitants. Pour se rendre au travail, 66,1 % des habitants utilisent un véhicule personnel ou de fonction à quatre roues, 1,6 % les transports en commun, 20,2 % s'y rendent en deux-roues, à vélo ou à pied et 12 % n'ont pas besoin de transport (travail au domicile).

### Activités hors agriculture

#### Secteurs d'activités
52 établissements sont implantés  à Saint-Sernin-sur-Rance au 31 décembre 2019. Le tableau ci-dessous en détaille le nombre par secteur d'activité et compare les ratios avec ceux du département,.
| Secteur d'activité                                                                                        | Commune | Commune | Département |
| Secteur d'activité                                                                                        | Nombre  | %       | %           |
| --- | ------- | ------- | ----------- |
| Ensemble                                                                                                  | 52      | 100 %   | (100 %)     |
| Industrie manufacturière, industries extractives et autres                                                | 5       | 9,6 %   | (17,7 %)    |
| Construction                                                                                              | 3       | 5,8 %   | (13 %)      |
| Commerce de gros et de détail, transports, hébergement et restauration                                    | 20      | 38,5 %  | (27,5 %)    |
| Information et communication                                                                              | 1       | 1,9 %   | (1,5 %)     |
| Activités financières et d'assurance                                                                      | 3       | 5,8 %   | (3,4 %)     |
| Activités immobilières                                                                                    | 1       | 1,9 %   | (4,2 %)     |
| Activités spécialisées, scientifiques et techniques et activités de services administratifs et de soutien | 4       | 7,7 %   | (12,4 %)    |
| Administration publique, enseignement, santé humaine et action sociale                                    | 10      | 19,2 %  | (12,7 %)    |
| Autres activités de services                                                                              | 5       | 9,6 %   | (7,8 %)     |

Le secteur du commerce de gros et de détail, des transports, de l'hébergement et de la restauration est prépondérant sur la commune puisqu'il représente 38,5 % du nombre total d'établissements de la commune (20 sur les 52 entreprises implantées  à Saint-Sernin-sur-Rance), contre 27,5 % au niveau départemental.

### Agriculture
|               | 1988 | 2000 | 2010 | 2020 |
| ------------- | ---- | ---- | ---- | ---- |
| Exploitations | 21   | 8    | 6    | 9    |
| SAU (ha)      | 426  | 371  | 357  | 461  |

La commune est dans les Monts de Lacaune, une petite région agricole occupant le sud du département de l'Aveyron. En 2020, l'orientation technico-économique de l'agriculture  sur la commune est l'élevage d'ovins ou de caprins. Neuf exploitations agricoles ayant leur siège dans la commune sont dénombrées lors du recensement agricole de 2020 (21 en 1988). La superficie agricole utilisée est de 461 ha,,.
La commune fait partie de l'aire d'appellation ou d'identification commerciale de plusieurs produits :
- Pour le vin : Comté-tolosan, Coteaux-et-terrasses-de-montauban ;
- Pour l'alimentaire : 
  - Appellations : roquefort, bleu des Causses,
  - Marques commerciales : Agneau de l'Aveyron, Canard à foie gras du sud-ouest, Jambon de Bayonne, Porc du Sud-Ouest, Le Veau d'Aveyron & du Ségala.

## Culture locale et patrimoine

### Lieux et monuments
- Statues-menhirs : une copie de la Dame de Saint-Sernin (originale conservée au Musée Fenaille) et une copie de la statue-menhir de Boutaran ont été installées sur leur lieu de découverte respectif.
- La Collégiale Saint-Sernin, classée par le ministère de la Culture en 1930[60].
Cette église date du Moyen Âge. Elle est le résultat d'une série d'adjonctions consécutives, dont certains soubassements pourraient remonter à la fin du XIVe siècle.

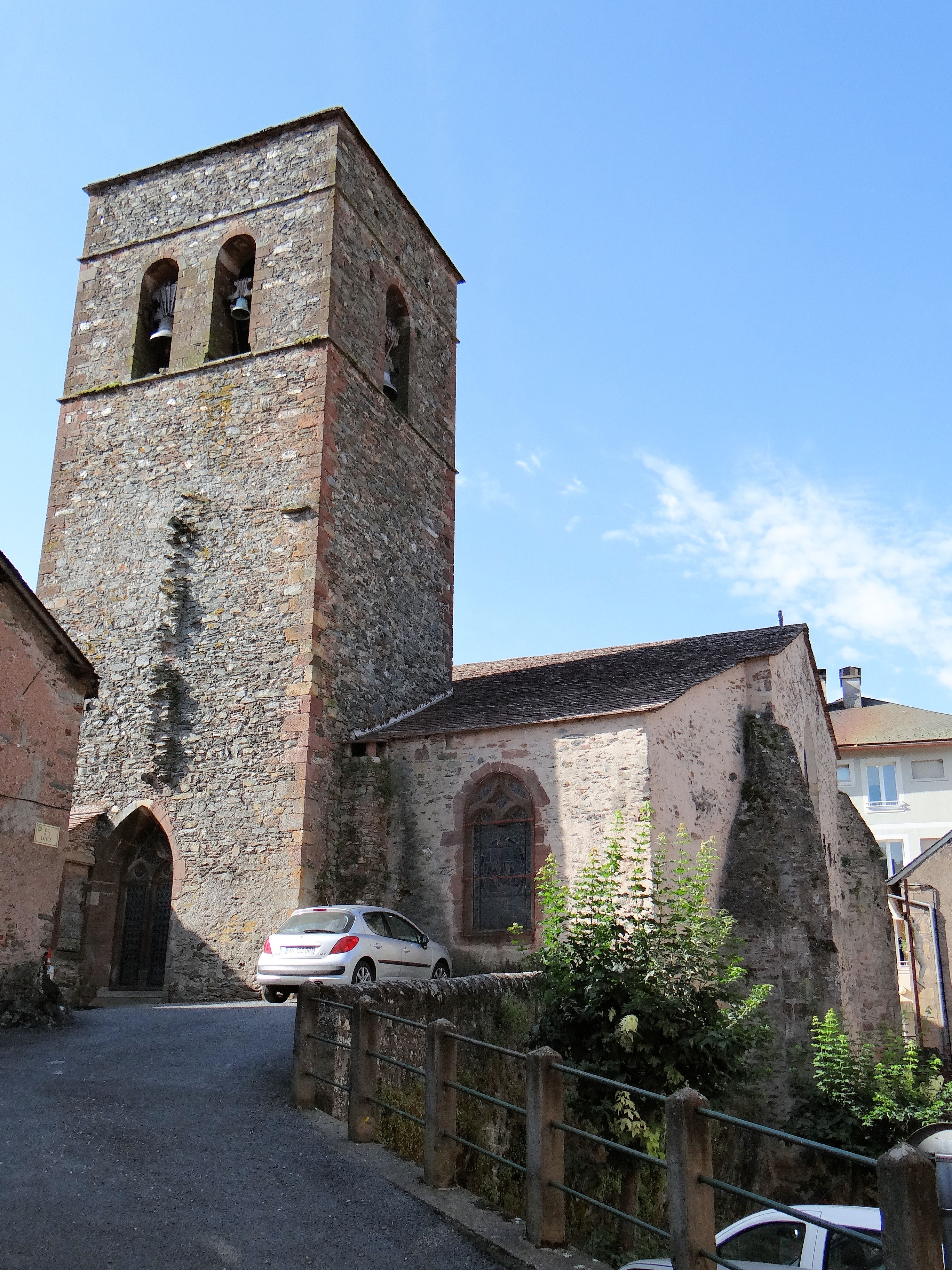
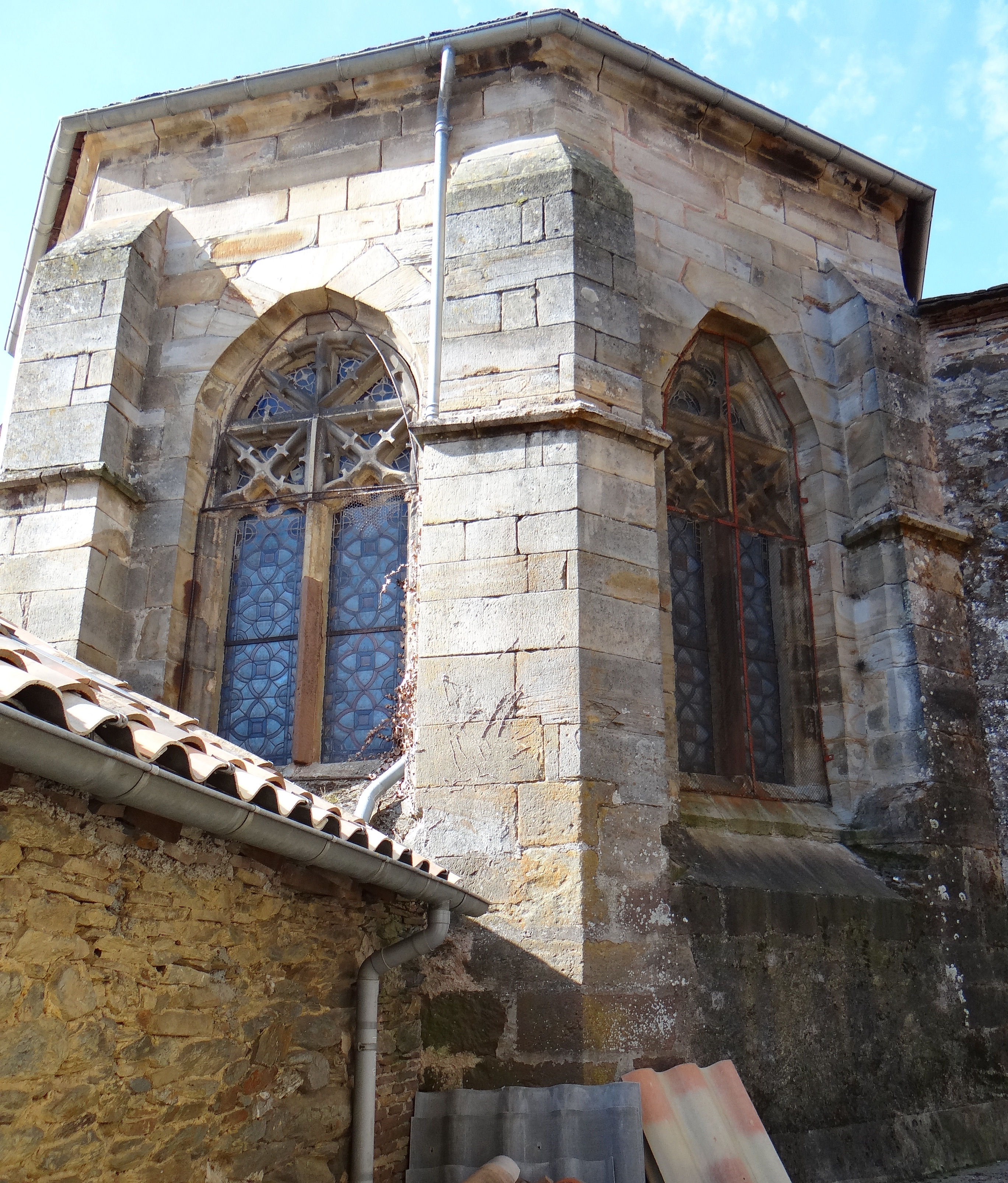
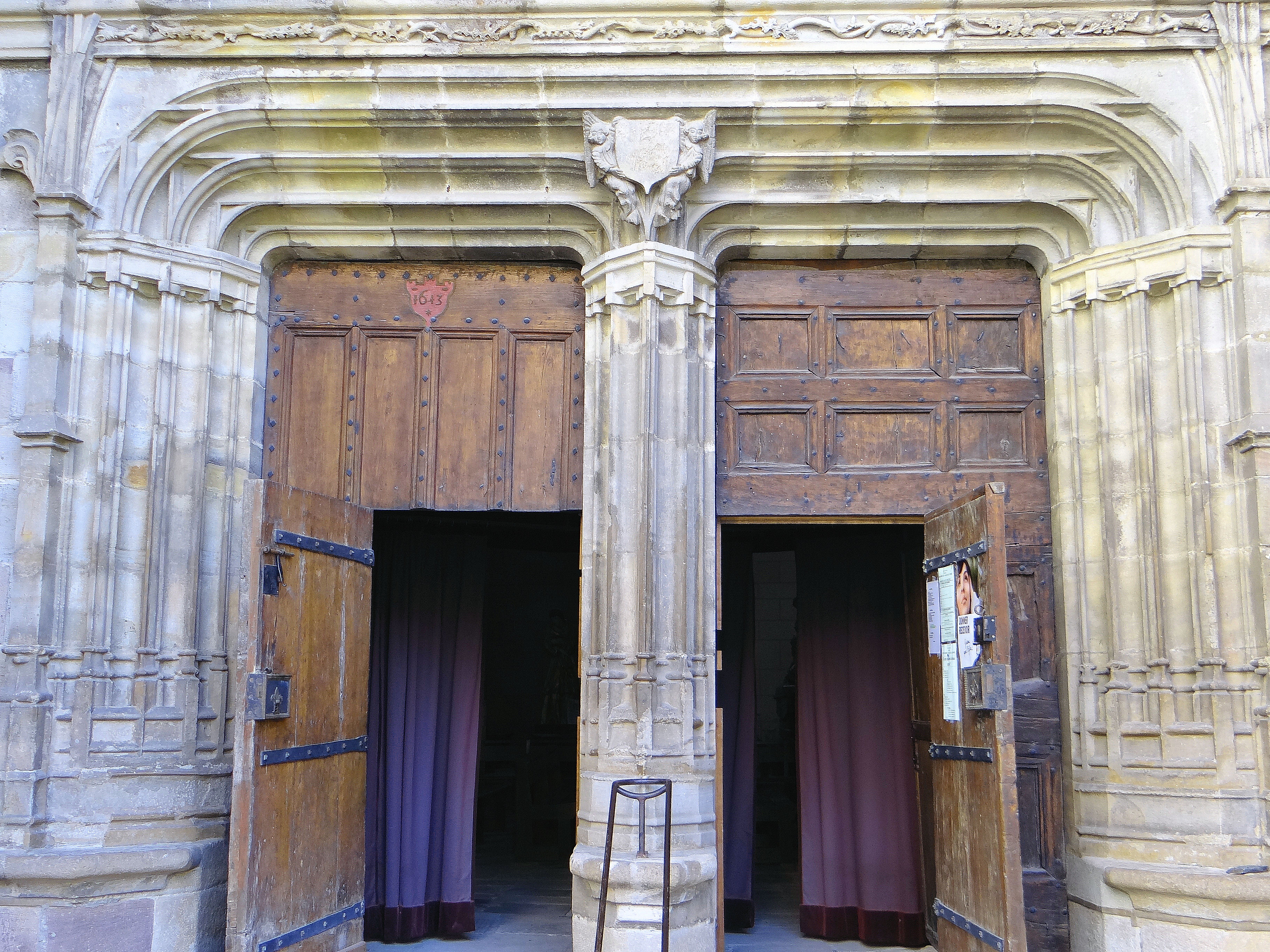
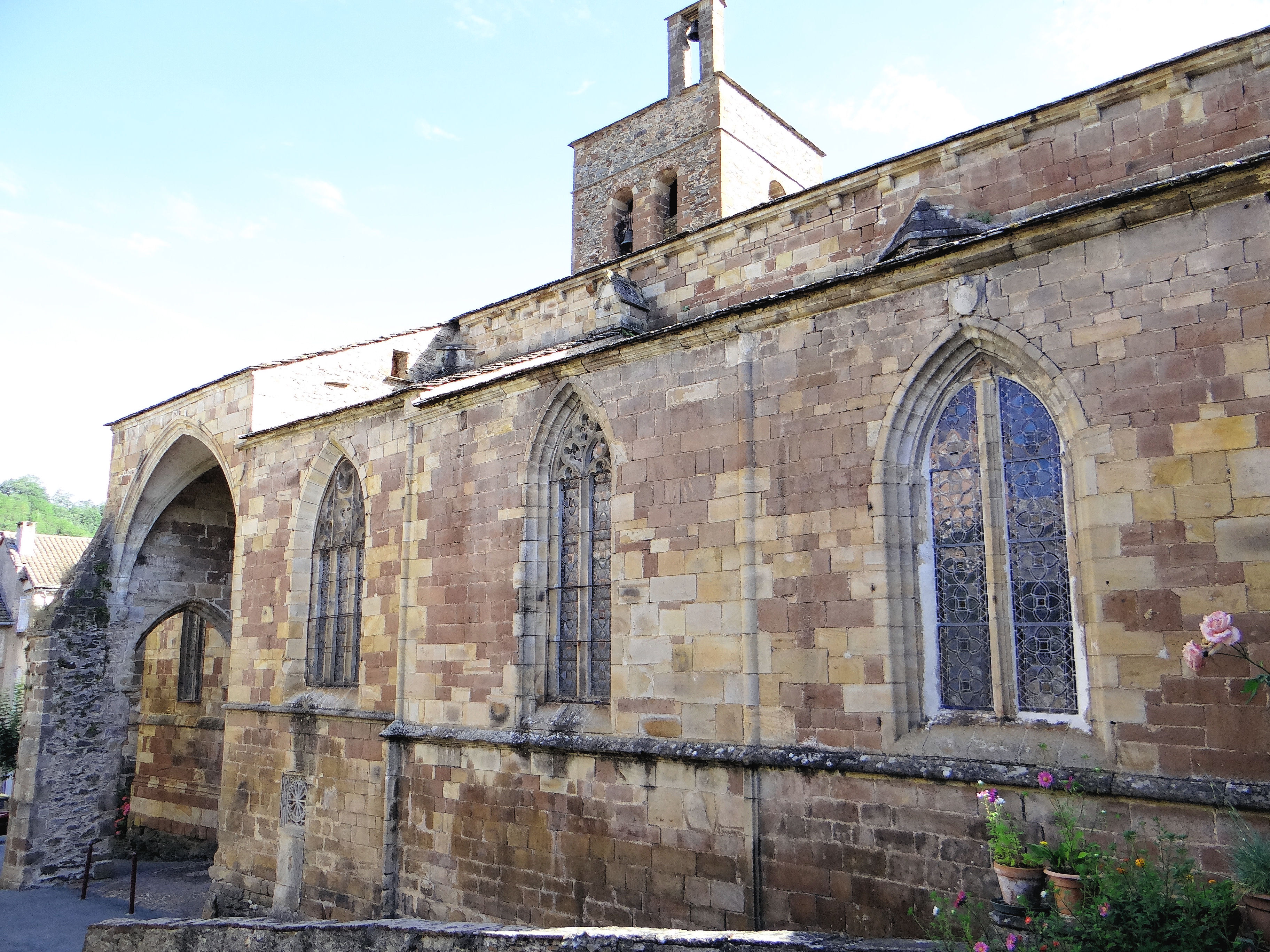
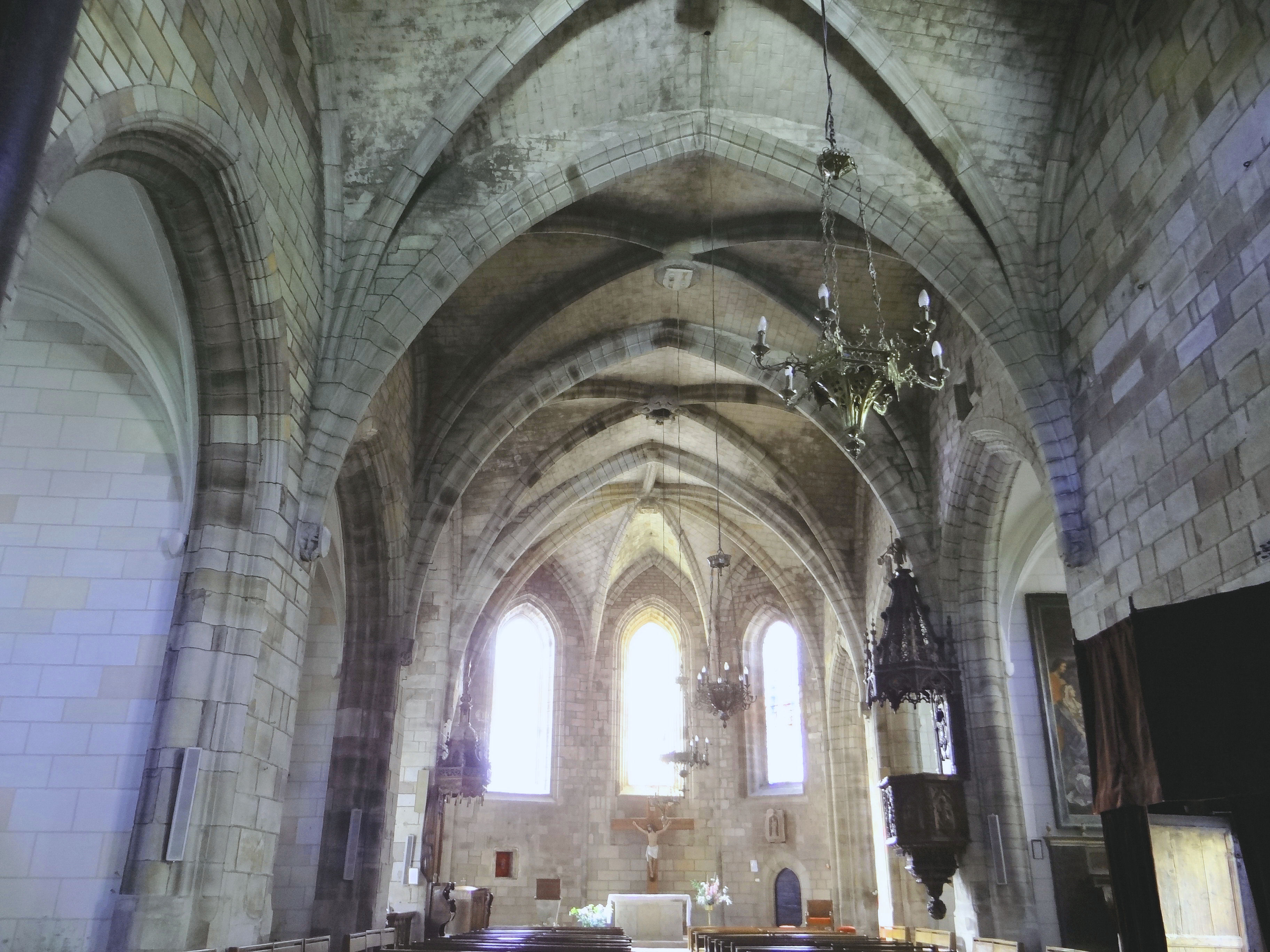
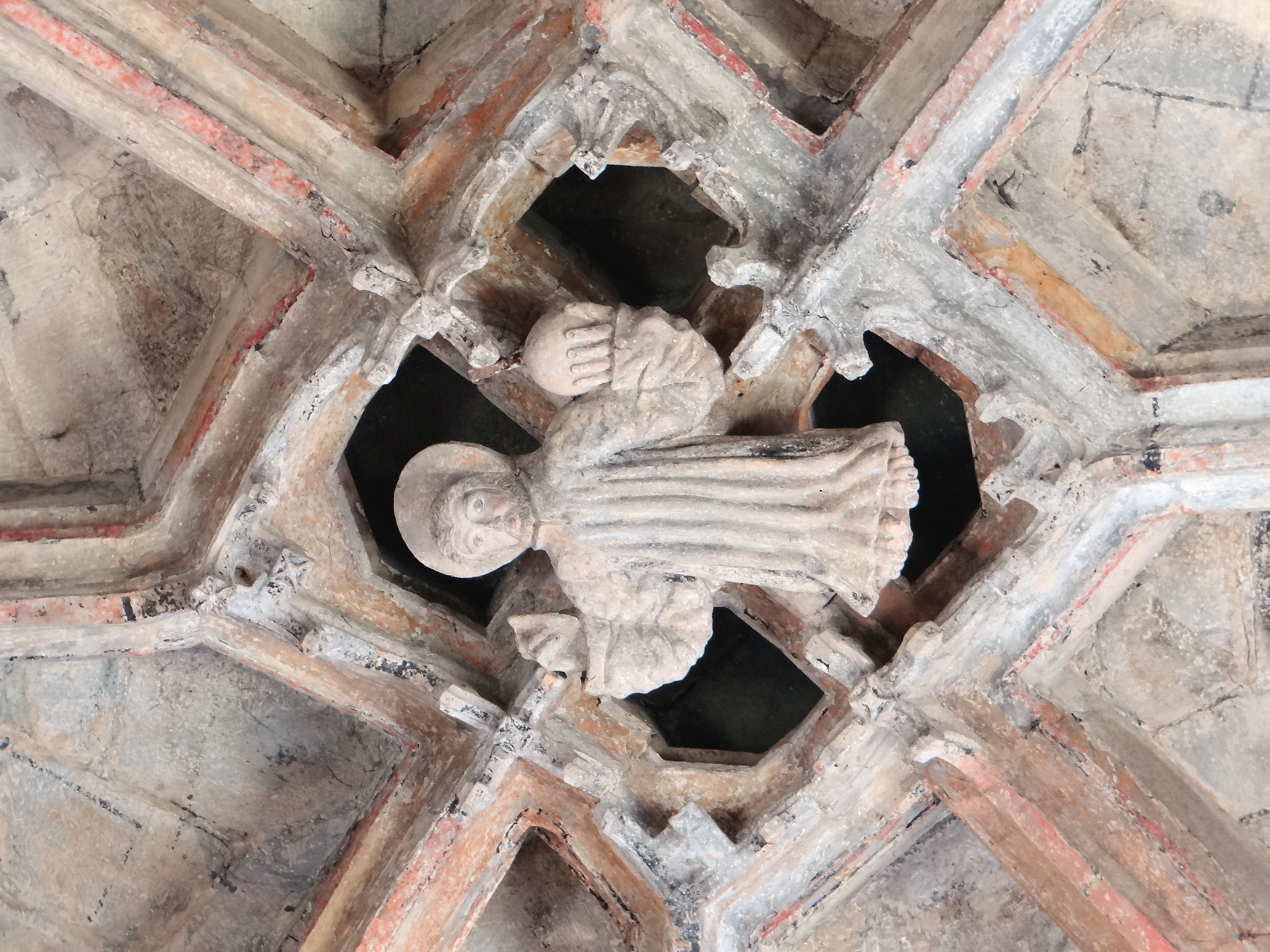
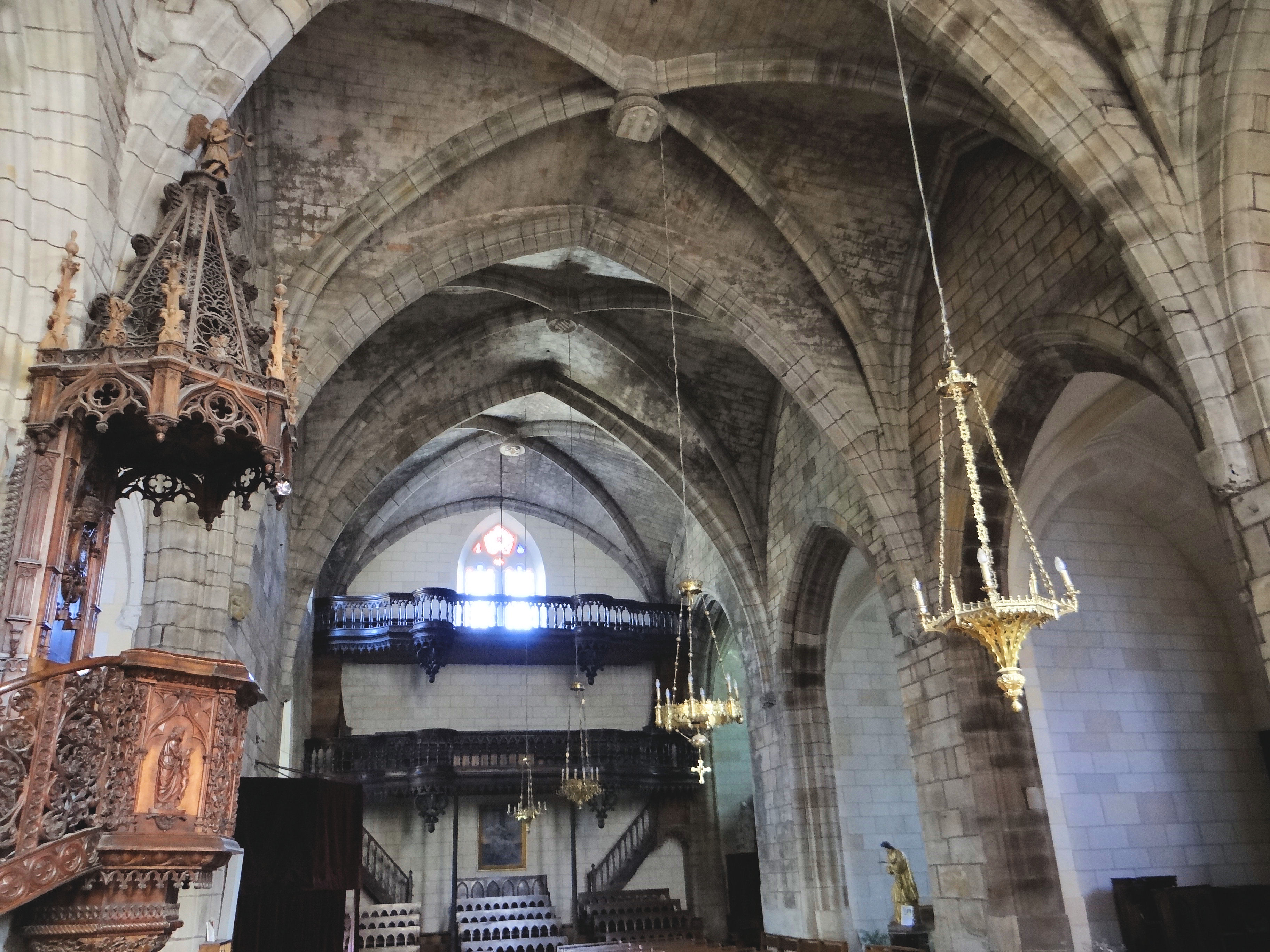

- Ancien hôtel de ville, classé par le ministère de la Culture en 1897[61]

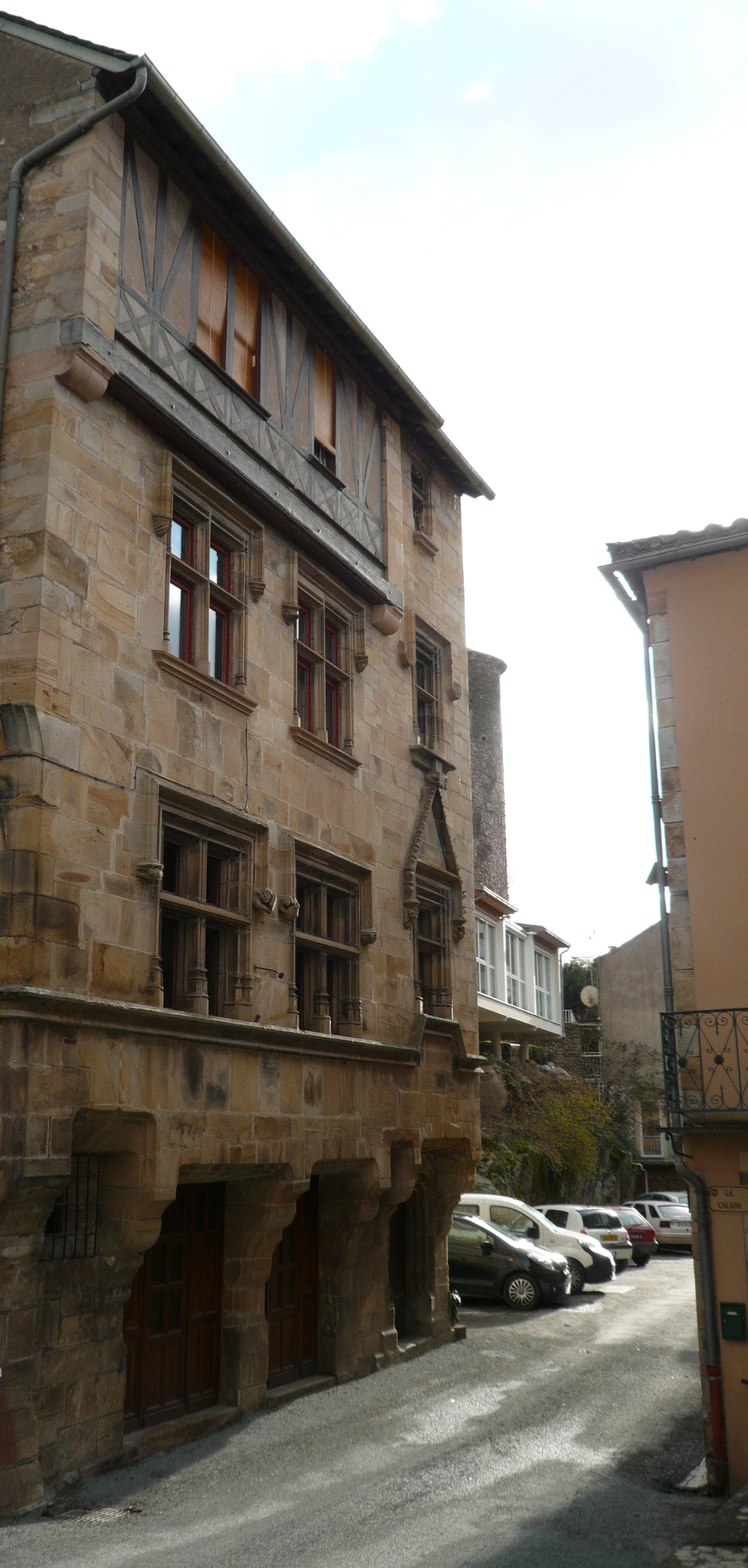
L'ancien hôtel-de-ville aujourd'hui...
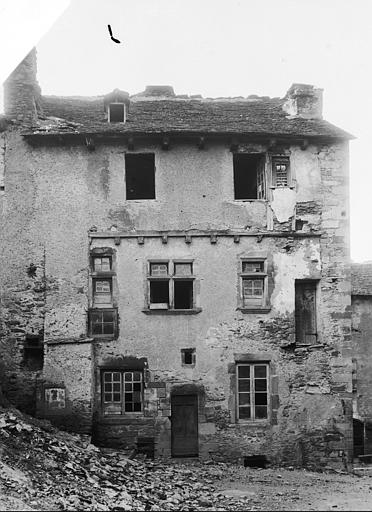
....et au début du XXe siècle
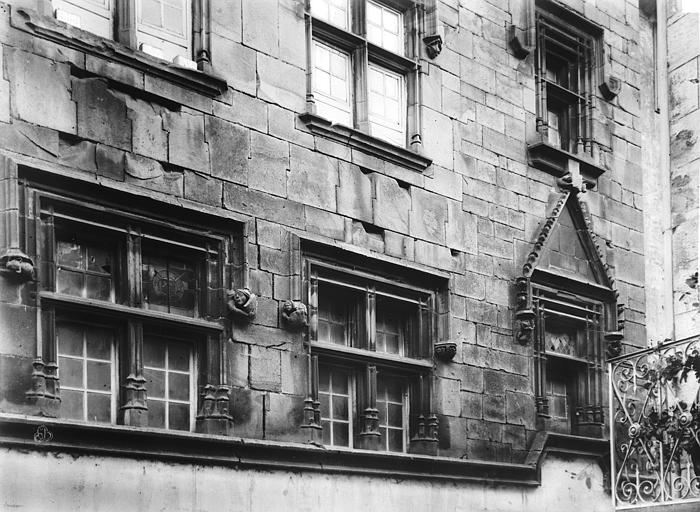
Détail, à la même époque.

- Maison du XIVe siècle, à colombages et encorbellements

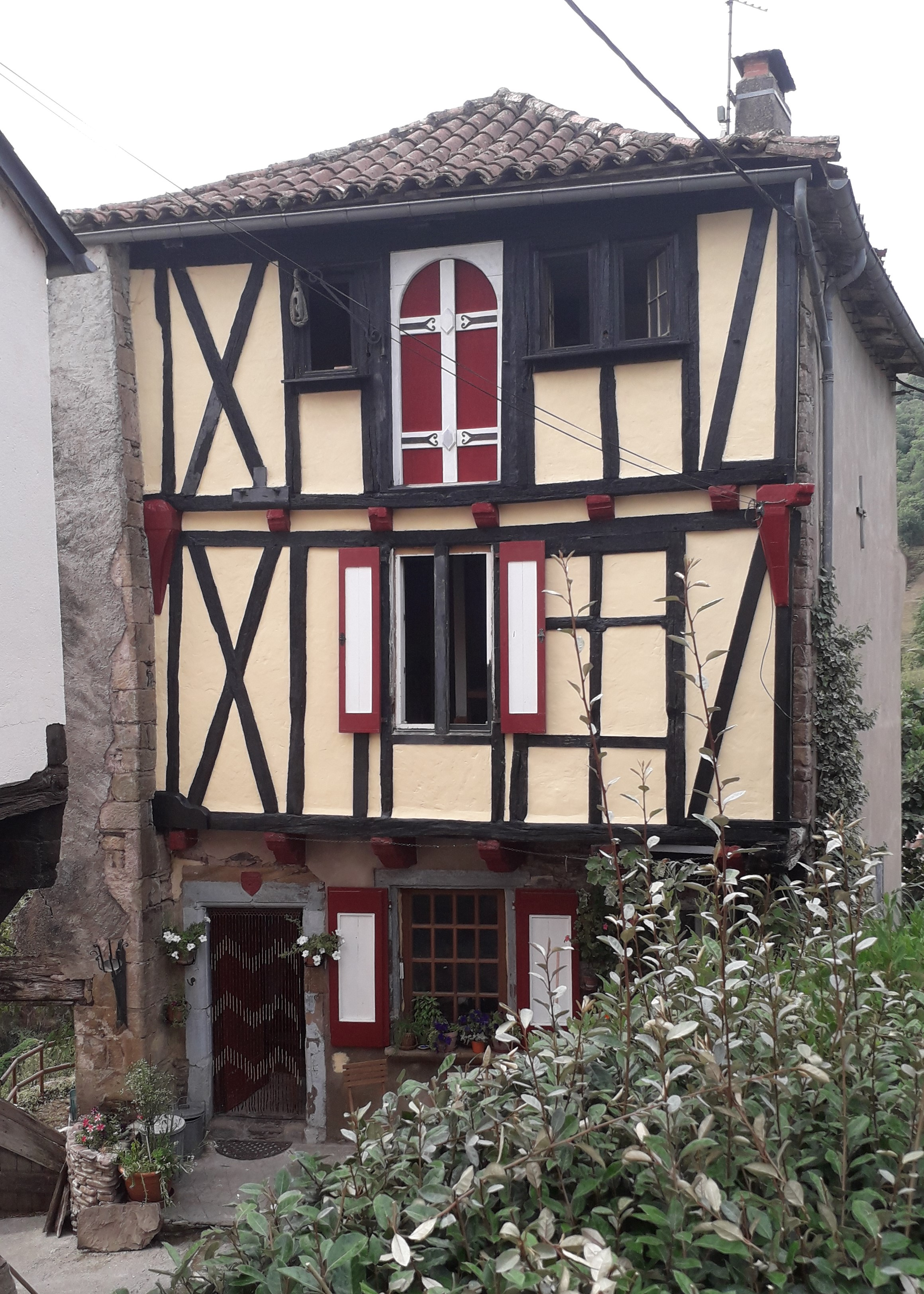
Maison XIVe siècle a colombages et encorbellements

- Maison Malaval, demeure des XVIe et XVIIIe siècles comprenant plusieurs éléments remarquables dont l'escalier, inscrite par le ministère de la Culture en 2003[62]

- Maison ancienne du XVe siècle, comportant deux boutiques au rez-de-chaussée. Elle est inscrite par le ministère de la Culture en 1934[63]

### Personnalités liées à la commune
- Bernard de La Roche-Flavin (1552-1627), conseiller au parlement de Toulouse, arrêtiste, est né à Saint-Sernin-sur-Rance.
- Jacques Constant-Saint-Estève (1757-?), né à Saint-Sernin-sur-Rance, avocat, député de l'Aveyron de 1791 à 1792, siégeant dans la majorité. Il est sous-préfet de Saint-Affrique de 1800 à 1815, et est remplacé par son fils.
- Victor de l'Aveyron, l'enfant sauvage, a été trouvé et recueilli dans cette commune le 8 janvier 1800.

### Héraldique
| Blason de Saint-Sernin-sur-Rance | Blason  | De sinople au château accosté de deux lettres S capitales affrontées, et accompagné de trois étoiles, le tout d'or. |
| Blason de Saint-Sernin-sur-Rance | Détails | Le statut officiel du blason reste à déterminer.                                                                    |